# Gurgesiellidae
De Gurgesiellidae zijn een familie van roggen uit de orde Rajiformes en bestaat uit drie geslachten.

## Taxonomie
- Familie: Gurgesiellidae
  - Geslacht: Cruriraja (Bigelow and Schroeder, 1948)
  - Geslacht: Fenestraja (McEachran & Compagno, 1982)
  -  Geslacht: Gurgesiella (F. de Buen, 1959)